# Lena Bogdanović
Lena Bogdanović (Novi Sad, 29 de diciembre de 1974) es una actriz serbia.
Es hija del periodista Duško Bogdanović. Bogdanović se graduó del Karlovci Gymnasium y se graduó en Actuación de la Academia de Artes de Novi Sad en 1997 en la clase del profesor Branko Pleša.
De 1997 a 2000 fue miembro del conjunto del Teatro de la Juventud en Novi Sad, y desde 2000, el conjunto de teatro del Teatro Nacional de Serbia.
Ella participó de la primera temporada de Ples sa zvezdama, la versión serbia de Bailando con las estrellas.

## Filmografía
- Morte di una ragazza perbene (1999)
- L' Impero (2000)
- Il furto del tesoro (2000)
- Sve je za ljude (2001) como Rozamunda
- 011 Beograd (2003)
- Matilda (2004)
- Da nije ljubavi, ne bi svita bilo (2004) como Doctora
- Pogled sa Ajfelovog tornja (2005)
- Potera za sreć(k)om (2005) como Spikerka
- Idealne veze (2005) como Doctora Ivana
- Tri linije ljubavi (2006) como Guía
- Agi i Ema (2007) como Tía[4]
- Ono naše što nekad bejaše (2007) como Primadona
- Urota (2007-2008) como Jana Carić
- Miloš Branković (2008) como Sonja
- Drug Crni u Narodnooslobodilačkoj borbi (2009) como Camarada Rosalia
- Đavolja varoš (2009) como Marna
- Srpski film (2010) como Doctora
- Plavi voz (2010) como Directora de escuela
- Žene sa Dedinja (2011-2015) como Alisa Velebit
- Doktor Rej i đavoli (2012) como Nada
- Istine i laži (2017-2018) como Zora
- Pogrešan čovjek (2019) como Inspectora Sonja Ivanov